# Indianapolis 500: The Simulation
Indianapolis 500: The Simulation – komputerowa gra wyścigowa napisana przez firmę Papyrus Design Group, a wydana przez firmę Electronic Arts. Gra swoją premierę miała w 1989 roku na platformę MS-DOS, a rok później pojawiła się na Amigę.

## Rozgrywka
Tytuł stara się odzwierciedlić wyścig Indianapolis 500, w którym na owalnym torze bierze udział 33 zawodników w różnych bolidach. Silnik gry stara się realistycznie oddawać ustawienia czynione w pojeździe, które mają wpływ na sterowanie i zachowanie samochodu na torze. W czasie gry dostępny jest tylko jeden widok kamery - zza kierownicy bolidu. Dodatkowe widoki występują tylko w trybie powtórki (replay) - sześć kamer obrazujących ostatnie 20 sekund wyścigu.
W zależności od wersji gra oferuje kilka rodzajów rozgrywki:
- 10 okrążeń (bez uszkodzeń i żółtych flag)
- 30 okrążeń (bez uszkodzeń)
- 60 okrążeń
- 200 okrążeń

W grze występuje również jazda treningowa (practice) oraz runda kwalifikacyjna. W trybie treningowym można dowolnie modyfikować ustawienia bolidu, aby uzyskać jak najlepsze osiągi. Do modyfikacji autorzy pozostawili:
- ilość paliwa w baku
- wysokość stateczników
- rodzaj opon
- przeciążenie na oś
- ciśnienie w oponach
- wpływ na wstrząsy w oponach
- kąt nachylenia kół w odniesieniu do jezdni
- przełożenia skrzyni biegów.

Żadnego z powyższych elementów nie można zmienić w trakcie wyścigu ani jazdy kwalifikacyjnej. Niektóre z nich można wówczas poddawać modyfikacjom wyłącznie na pasie serwisowym (pit stop).
Do dyspozycji gracza autorzy oddali do wyboru trzy bolidy: żółty Penske-Chevrolet, czerwony Lola-Buick, niebieski March-Cosworth. Różnią się one domyślnym ustawieniem współczynników elementów wymienionych powyżej.